# Gonthier
Cette page présente le prénom Gonthier ainsi que ses variantes.
Cette page présente le nom de famille Gonthier ainsi que ses variantes.
Gonthier est un ancien prénom masculin d'origine germanique tombé en désuétude et qui ne subsiste plus que comme patronyme.

## Sens et origine du nom
Gonthier est issu de gund- « combat » et hari « armée ». C'est une forme française correspondant au prénom allemand Günther, variante Gunther. Le patronyme français est aussi orthographié Gontier.

## Variantes
- français : Gontier , Gonthaire
- allemand : Günther , Gunther , Guenther
- suédois, danois, norvégien, islandais, féroïen : Gunnar, Gunther  (issu de l'allemand), Gunthar, Guntar
- vieux saxon : Gynther
- latin : Guntharus, Guntherus

## Gonthier comme anthroponyme

### Prénom
- Pour l'ensemble des articles sur les personnes portant ce prénom, consulter :
  - la liste des articles dont le titre commence par ce prénom
  - les listes produites par Wikidata : Liste des personnes de prénom « Gonthier » — même liste en incluant les éventuels prénoms composés qui contiennent « Gonthier ».

#### Personnalités désignées par ce prénom
- Gonthier fils de Clotaire Ier.

- Gonthier de Baignaux ou Gonthier de Bagneaux, évêque du Mans de 1368 à 1385, puis archevêque de Sens en 1385* Gonthier de Bagneaux, archevêque de Sens en 1385
- Gonthier-Victor de Schwarzbourg (1852-1925), dernier souverain de la Principauté de Schwarzbourg-Rudolstadt et de celle de Schwarzbourg-Sondernshausen

### Patronyme
Gonthier est un nom de famille notamment porté par :
- Georges Gonthier, chercheur en informatique ;
- Hélène Gonthier, pianiste, compositrice et professeure de musique française ;
- Nicole Gonthier (1950-), historienne médiéviste française ;
- Patrick Gonthier, enseignant syndicaliste français de l'UNSA éducation ;
- Roger Gonthier (1884-1978), architecte français.

### Nom de scène
- Madame Gonthier (1747-1829), cantatrice française